# Sylvain Guy
Pour les articles homonymes, voir Guy.
Sylvain Guy est un scénariste, réalisateur et producteur québécois.

## Filmographie

### Comme scénariste
- 1992 : Stereotypes
- 1995 : Beauty Begins Inside: What's Eating You?
- 1995 : Beauty Begins Inside: The 'P' Syndrome
- 1995 : Beauty Begins Inside: The Pressure Zone
- 1995 : Liste noire
- 1997 : Zie 37 Stagen
- 2000 : La Liste (The List)
- 2004 : Monica la mitraille
- 2009 : Détour
- 2012 : The Ultimate Pranx Case
- 2013 : Louis Cyr : L'Homme le plus fort du monde
- 2020 : Mafia Inc.
- 2022 : Confessions
- 2023 : La Cordonnière

### Comme réalisateur
- 1997 : Zie 37 Stagen
- 2000 : La Liste (The List)
- 2009 : Détour
- 2012 : The Ultimate Pranx Case

### Comme producteur
- 1997 : Zie 37 Stagen
- 2012 : The Ultimate Pranx Case